# Triboderus mateui
Triboderus mateui is een keversoort uit de familie knotshoutkevers (Bothrideridae). De wetenschappelijke naam van de soort werd in 1977 gepubliceerd door Roger Dajoz.